# 雅羅斯坦達脂鯉
雅羅斯坦達脂鯉（学名：Steindachnerina leucisca），為輻鰭魚綱脂鯉目脂鯉亞目無齒脂鯉科的其中一個種，分布於南美洲亞馬遜河流域，體長可達15.1公分，棲息在底中層水域，以生活習性不明。